# Tropidoclonion lineatum
Tropidoclonion lineatum is een slang uit de familie toornslangachtigen (Colubridae) en de onderfamilie waterslangen (Natricinae).

## Naam en indeling
De wetenschappelijke naam van de soort werd voor het eerst voorgesteld door Edward Hallowell in 1856. Oorspronkelijk werd de wetenschappelijke naam Microps lineatus gebruikt. In de Engelse taal wordt deze slang lined snake genoemd. Het is de enige soort uit het monotypische geslacht Tropidoclonion.
Tot 2002 werden er vier ondersoorten onderscheiden, maar deze worden tegenwoordig niet meer erkend.

## Uiterlijke kenmerken
Tropidoclonion lineatum is olijfgroen tot bruin met een kenmerkende bruinachtige of gele streep over de rug van kop tot staart. De soort heeft gelijkaardige strepen langs de zijkanten op de schubbenrijen 2 en 3. Op de buik heeft T. lineatum een dubbele rij van scherpe, zwarte, halvemaanvormige vlekjes. T. lineatum heeft een smalle kop met relatief kleine ogen
Volwassen slangen zijn meestal niet langer dan 22 tot 38 centimeter. De langste opgemeten slang was bijna 55 cm lang.

## Levenswijze
Op het menu staan voornamelijk ongewervelde dieren zoals regenwormen. De vrouwtjes zetten eieren af.

## Verspreiding en habitat
De soort komt voor in delen van Noord-Amerika en leeft endemisch in de Verenigde Staten. T. lineatum leeft in het midden van de VS, en is aangetroffen in de staten Illinois, Kansas, Oklahoma, Nebraska, Texas en New Mexico.
De habitat bestaat uit savannen, scrublands en graslanden met zachte, vochtige bodems. Ook in door de mens aangepaste streken zoals weilanden en landelijke tuinen kan de slang worden aangetroffen.

## Beschermingsstatus
Door de internationale natuurbeschermingsorganisatie IUCN is de beschermingsstatus 'veilig' toegewezen (Least Concern of LC).